# ستيف ستريد
ستيف ستريد (بالإنجليزية: Steve Stride)‏ هو رجل أعمال ولاعب كرة قدم بريطاني، ولد في عقد 1950.